# Río Oreti

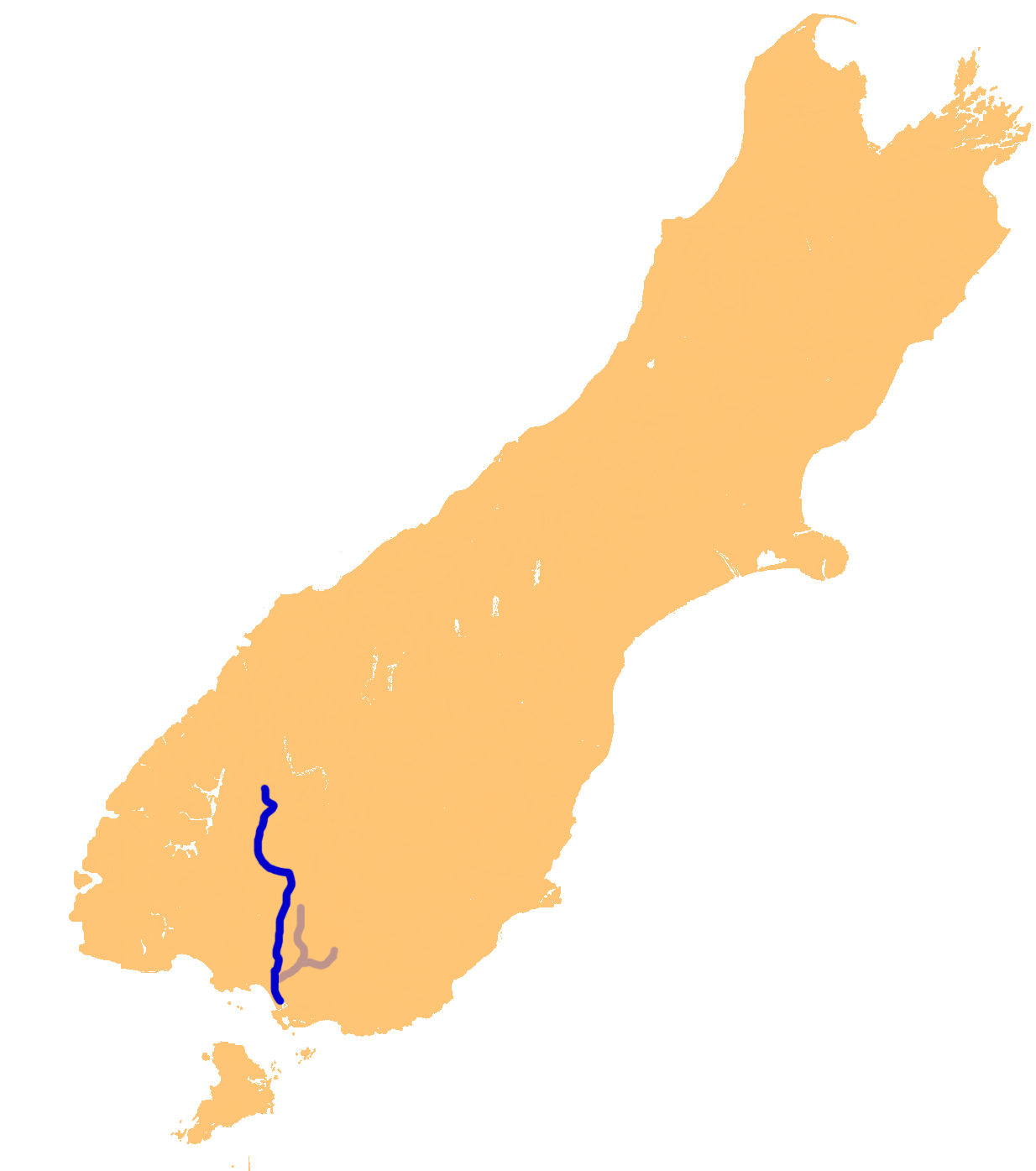
Mapa del Río Oreti

El Río Oreti es uno de los principales Ríos de Southland, Nueva Zelanda, tiene unos 170 kilómetros de largo.
El Río ha sido identificado como un Área importante para la conservación de las aves por BirdLife International, porque debido a su longitud, posee criaderos de Gaviota Maorí.
El Oreti tiene sus cabeceras cerca de los Lagos Mavora entre Lago Te Anau y Lago Wakatipu, y fluye hacia el sur a través de las Llanuras Southland a su desembocadura en el Estrecho Foveaux en el extremo sureste de la Playa Oreti. El Río pasa por los municipios de Lumsden y Winton, antes de pasar por la ciudad de Invercargill, cerca del estuario del río.
Para la parte final de la longitud del río, alrededor de la ciudad de Invercargill y del estuario del río justo al sur de la ciudad, que se conoce como el New River, un nombre de vez en cuando es usado para referirse a todo el río. Comparte este estuario con varios ríos más pequeños, sobre todo el río Waihopai.
El Club de Remo de Invercargill fue reubicado a las orillas del río en 1958.